# دينيس سومر
دينيس سومر هو سياسي فرنسي، ولد في 23 سبتمبر 1957 في لور (هوت ساون) في فرنسا. نشط حزبياً في الحزب الاشتراكي والجمهورية إلى الأمام!. وقد انتخب regional councillor of Bourgogne-Franche-Comté ‏ عن دائرة دو وقد انضم خلال فترته النيابية ‏ (2016 – 1 يوليو 2017) للكتلة البرلمانية  وانتخب Mayor of Grand-Charmont ‏ (سبتمبر 2001 – يوليو 2017) وفي بوابة:أحداث جارية/18 يونيو 2017، انتخب نائب فرنسي عن دائرة Doubs's 3rd constituency ‏ وقد انضم خلال فترته النيابية ‏ (21 يونيو 2017 – ) للكتلة البرلمانية تكتل الجمهورية على الدرب ‏.